# Prunus punctata
Prunus punctata là loài thực vật có hoa trong họ Hoa hồng. Loài này được (Jeps.) Hoover miêu tả khoa học đầu tiên năm 1966.